# HI-Linie
Die HI-Linie (H-Eins-Linie), auch Wasserstofflinie, ist in der Astronomie die Bezeichnung für die charakteristische Radiostrahlung des neutralen Wasserstoffs. Der auch verwendete Ausdruck 21-cm-Linie rührt von der entsprechenden Wellenlänge im Vakuum her. In der Radioastronomie spielt diese Strahlung eine wichtige Rolle, weil ihre Untersuchung Auskunft über die Dichteverteilung, Geschwindigkeit und Temperatur von Wasserstoffatomen im Universum gibt.

## Entstehung

Wasserstoffatom mit paralleler (F = 1) und antiparalleler (F = 0) Einstellung des Elektrons. Der Übergang wird als Spin-Flip bezeichnet.

Die Emissions- bzw. Absorptionslinie entsteht durch den Hyperfeinstrukturübergang des neutralen Wasserstoffatoms im 1s-Grundzustand. Das ist der Energieunterschied zwischen der parallelen und antiparallelen Spin-Orientierung des Elektrons relativ zum Spin des Protons. Die parallele Ausrichtung hat ein etwa 5,87433 · 10−6 eV höheres Energieniveau als die antiparallele Ausrichtung. Das entspricht einer Radiofrequenz von 1.420.405.751,766.7 ± 0,000.9 Hz und einer Vakuum-Wellenlänge von 21,106.114.054.2 cm.

## Bedeutung
Der Übergang ist selten und schwer anzuregen. Ein Wasserstoffatom mit parallelem Spin würde erst nach etwa 11 Millionen Jahren zu antiparallelem Spin zurückfallen. Da die HI-Linie durch interstellare Materie wegen der sehr geringen Wahrscheinlichkeit des Übergangs nur wenig gedämpft wird, ist sie ein bevorzugtes Beobachtungsobjekt der Radioastronomie. Mit ihr lässt sich die Verteilung des Wasserstoffs bestimmen, der insgesamt ca. 90 Prozent der interstellaren Materie ausmacht. Dopplerverschiebungen der Linie geben Auskunft über die Bewegungen von astronomischen Objekten. 
1944 berechnete Hendrik Christoffel van de Hulst die 21-cm-Linie. Die Bedeutung der HI-Linie erkannten die Astronomen Colin Stanley Gum, Frank John Kerr und Gart Westerhout im Jahr 1951.
Die Pioneer-Plakette, befestigt an den Raumsonden Pioneer 10 und Pioneer 11, zeigt den Hyperfeinstrukturübergang des neutralen Wasserstoffatoms. Die Wellenlänge wurde als Standardlängeneinheit und die Periodendauer als Standardzeiteinheit benutzt.
Durch die Beobachtung des 21-cm-Signals erhofft man sich neue Einblicke in das Ende des dunklen Zeitalters und die anschließenden Epochen (Reionisierungsepoche und danach). Für diese Epochen ist heute das Signal um etwa den Faktor 6 bis 20 rotverschoben, so dass die Beobachtung dieses Signals im Bereich von 230 bis 71 MHz erfolgt. Im März 2018 wurde von der EDGES-Kollaboration (Experiment to Detect the Global Epoch of Reionization Signature) die Beobachtung eines Absorptionsprofils bei 78 MHz bekanntgegeben, die auf die Reionisierungsepoche deutet. Außerdem gibt es daraus Hinweise, die möglicherweise auf Dunkle Materie deuten. Das Signal war sehr schwierig zu beobachten, da es durch irdische Quellen, galaktische Strahlung und andere kosmische Quellen stark überdeckt ist. Bessere Daten erhofft man sich vom geplanten Square Kilometre Array (SKA). Die 21-cm-Radio-Astronomie kann auch für die Erforschung der weiteren Entwicklung des frühen Universums in anderen Epochen genutzt werden.